# 河有美
河有美（1965年7月7日—），韓國女演員。

## 演出作品

### 電視劇
- 1997年：SBS《女兒有錢的家》
- 1997年：SBS《天橋風雲》
- 1998年：KBS《孫子兵法》
- 2002年：SBS《大樸家族》
- 2002年：KBS《張禧嬪》飾演 淑靜
- 2005年：MBC《赤腳青春》
- 2006年：SBS《愛情與野望》飾演 慧迎
- 2007年：SBS《我男人的女人》飾演 金銀秀
- 2008年：KBS《媽媽發怒了》飾演 李智娜
- 2009年：SBS《該隱與亞伯》飾演 金賢珠
- 2010年：MBC《逆轉女王》飾演 韓朵兒

### 電影
- 2000年：《殺人遊戲》

## 獲獎
- 1995年：百想藝術大賞人氣獎
- 2007年：SBS演技大賞迷你係助演賞
- 2007年：SBS演技大賞最佳情侶賞
- 2010年：MBC演技大賞黃金演技大獎配角獎

## 外部連結
- 河有美在NAVER上的资料
- 河有美在Daum上的资料